# Holoscolex memorosus
Holoscolex memorosus är en ringmaskart som beskrevs av Cognetti 1904. Holoscolex memorosus ingår i släktet Holoscolex och familjen Glossoscolecidae. Inga underarter finns listade i Catalogue of Life.